# Hilde Lauer
Hilde Lauer, po mężu Tătaru (ur. 24 marca 1943 w Orțișoara) – rumuńska kajakarka. Dwukrotna medalistka olimpijska z Tokio.
Zawody w 1964 były jej jedynymi igrzyskami olimpijskimi. Zajęła drugie miejsce w kajakowej jedynce na dystansie 500 metrów oraz była trzecia w kajakowej dwójce na dystansie 500 metrów. W drugiej konkurencji płynęła z nią Cornelia Sideri. W latach 70. wyemigrowała do Niemiec.